# Jezioro Fręckie
Jezioro Fręckie (także: Fręczek, Fręczki, Fręcki, Frenck, Jezioro Fręckowskie) – jezioro w woj. warmińsko-mazurskim, w powiecie szczycieńskim, w gminie Szczytno, leżące na terenie Pojezierza Mrągowskiego.

## Opis
Jezioro hydrologicznie otwarte, połączone rowem z jeziorem Sasek Wielki. Jezioro wydłużone z północy na południe, najszersze w środkowej części. Brzegi na ogół płaskie, tylko w części południowej wysokie i strome, otoczone są głównie polami i łąkami. Około 500 m na południe dawny PGR Dębówko, najbliższa miejscowość to Dębówko. Blisko lewego brzegu biegnie droga krajowa nr 57, zapewniająca dojazd ze Szczytna (ok. 3 km od granic miasta). Wędkarsko jezioro zaliczane jest to typu linowo-szczupakowego, jest średnio zasobne w ryby (występują tu m.in. karp, lin, płoć, okoń, szczupak, wzdręga, ukleja i leszcz).

## Dane morfometryczne
Powierzchnia zwierciadła wody według różnych źródeł wynosi od 12,5 ha do 16,5 ha
Zwierciadło wody położone jest na wysokości 140,1 m n.p.m.
Głębokość maksymalna jeziora wynosi 2,5 m.

## Hydronimia
Według urzędowego spisu opracowanego przez Komisję Nazw Miejscowości i Obiektów Fizjograficznych (KNMiOF) nazwa tego jeziora to Jezioro Fręckie. W różnych publikacjach i na mapach topograficznych jezioro to występuje pod nazwą Fręcki, Jezioro Fręckowskie lub Frenck.